# Apokalipsa Jakuba (druga)
Apokalipsa Jakuba (druga) – gnostycki utwór z Nag Hammadi (NHC V,4). Składa się z mowy objawiającej Jezusa, elementów gnostyckiego dialogu i opisu męczeństwa św. Jakuba.